# Руис, Рози
Рози Руис (англ. Rosie Ruiz; 21 июня 1953, Гавана — 8 июля 2019, Lake Worth Beach, Флорида) — американская спортсменка кубинского происхождения, первоначально признанная победительницей 84-го Бостонского марафона 1980 года среди женщин.

## Биография
Родилась в 1953 году в Гаване, Куба.
В 1962 году вместе с семьей переехала в Майами. В начале 1970-х годов переехала в Нью-Йорк, где нашла себе работу в компании «Metal Traders».

### Бостонский марафон
21 апреля 1980 года Руис выиграла Бостонский марафон в женской категории с результатом 2:31.56. Её время стало самым быстрым для женщин в истории Бостонского марафона, а также третьим временем для женщин, когда-либо зарегистрированным во всех проведённых марафонах.
Однако, по словам свидетелей, Руис добиралась до финиша на метро и вышла на дистанцию лишь за полмили до финиша. Хотя сама Руис отрицала факт мошенничества, её дисквалифицировали, а победу отдали Жаклин Гаро, которая пересекла финишную черту второй. Впоследствии результат Рози вычеркнули и из протоколов Нью-Йоркского марафона 1979 года, поскольку большую часть дистанции она также преодолела на метро.
После скандалов, связанных с нею, организаторы марафонов сделали обязательным использование чипов.